# Aphonopelma paloma
Aphonopelma paloma är en spindelart som beskrevs av Prentice 1993. Aphonopelma paloma ingår i släktet Aphonopelma och familjen fågelspindlar. Inga underarter finns listade i Catalogue of Life.